# Alex Oxlade-Chamberlain
Alexander Mark David Oxlade-Chamberlain (Portsmouth, 1993. augusztus 15. –), ismertebb nevén: Alex Oxlade-Chamberlain, angol-jamaicai származású angol válogatott labdarúgó, csatár. A Süper Lig-ben szereplő Beşiktaş játékosa.
17 évesen már a Southampton felnőtt keretének tagja volt. 2011 augusztusában írt alá az Arsenalhoz. A klub színeiben ő lett a legfiatalabb angol gólszerző a Bajnokok ligájában. 2012. május 26-án debütált az Angol labdarúgó-válogatottban a Norvégia ellen 1-1-es döntetlennel végződő mérkőzésen. Ez után meglepetésre bekerült a 2012-es labdarúgó-Európa-bajnokságra utazó keretbe, ahol a második legfiatalabb játékos lett aki képviselte Angliát Európa-bajnokságon, Wayne Rooney után.

## Pályafutása

### Southampton
Hétévesen csatlakozott a Southampton akadémiájához. 2010. március 2-án debütált az első csapat színeiben, 16 éves és 199 naposan, a Huddersfield Town ellen. A klub második legfiatalabb debütálója lett, Theo Walcott után, aki jelenleg az Arsenal játékosa. Augusztus 10-én a Bournemouth ellen a Ligakupa első körében megszerezte első gólját, a mérkőzést 2-0 arányban a Southampton nyerte.
2010. augusztus 20-án nem sokkal a 17. születésnapja után, aláírta élete első profi szerződését, három évre. Az első bajnoki gólját az Oldham elleni győztes mérkőzésen (2-1) szerezte, október 23-án. November 2-án a Dagenham & Redbridge ellen duplázott, majd gólpasszt adott José Fonte-nek. A következő mérkőzésen is eredményes tudott lenni a Carlisle United FC ellen. A Peterborough United ellen gólpasszt adott Richard Chaplow-nak, aki a mérkőzés harmadik gólját szerezte a 4-1-re megnyert bajnoki találkozón. A 2010-es év utolsó bajnokiján a Huddersfield Town FC ellen góllal köszönt el az évtől.
2011. január 11-én az Oldham Athletic elleni bajnoki mérkőzésen egy góllal vette ki csapata gólgáláján. A mérkőzést a Southampton nyerte 6-0-rá, idegenben. Március elején a Colchester United ellen talált a hálóba, majd pár nappal később a Yeovil Town együttese ellen is eredményes tudott lenni. Május 17-én szerezte meg a szezonbeli utolsó gólját, ami egyben a Southampton-os karrierje utolsó találata is volt. a Walsall ellen a 68. percben volt eredményes, amivel beállította a 3-1-es hazai győzelmet.
Oxlade-Chamberlain 10 góllal fejezte be a szezont és bekerült a 2010-11-es Angol harmadosztály álomcsapatába.

### Arsenal

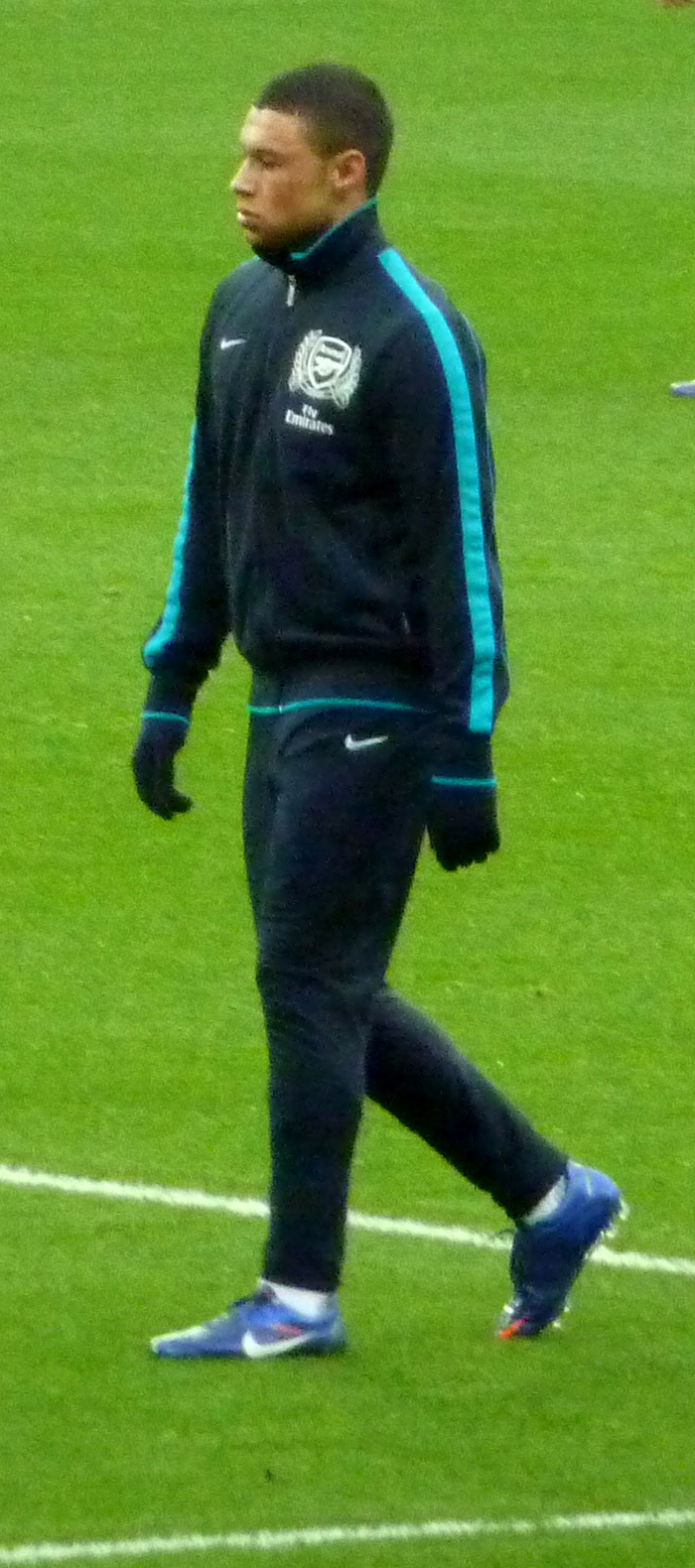

2011. augusztus 8-án bejelentették, hogy Oxlade-Chamberlain az Arsenal játékosa lett. A két klub részleteket nem hozott nyilvánosságra a megállapodásról.

#### 2011–12-es szezon

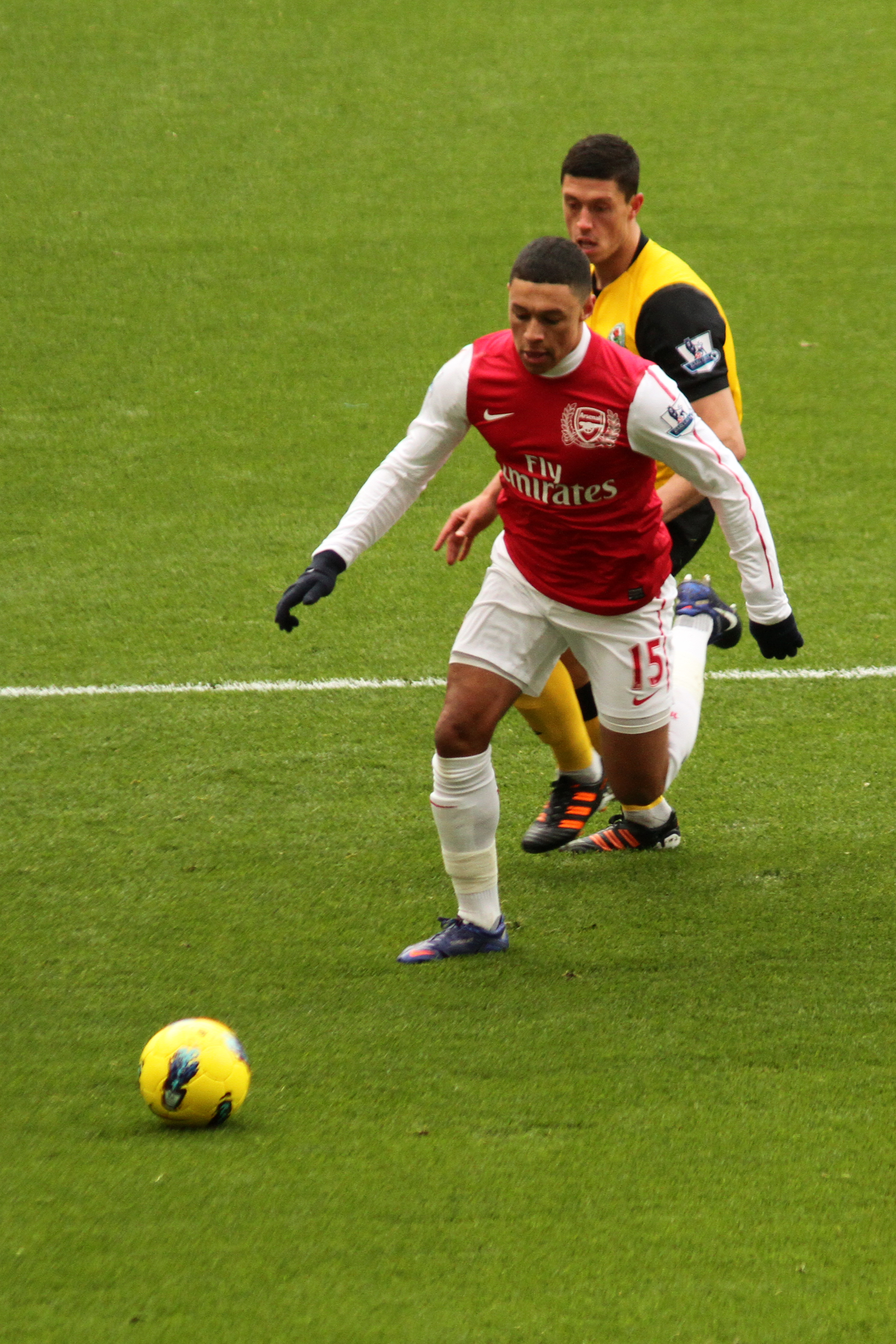

2011. augusztus 28-án debütált a Manchester United elleni 8-2-es vereség alkalmával, a 62. percben Francis Coquelin cseréjeként lépett pályára, így ő lett a 150. játékos az Arsenal történetében a Premier League-ben. 2011. szeptember 20-án megszerezte első gólját az Arsenal színeiben egy Ligakupa mérkőzésen a Shrewsbury Town ellen az 58. percben. 2011. szeptember 28-án a Bajnokok ligájában is megszerezte az első gólját, a görög Olympiakos ellen a 8. percben volt eredményes, a legfiatalabb angol játékos lett ezzel a góllal a Bajnokok ligája történetében, csapattársát Theo Walcott-ot előzte meg. Ezen kívül az Arsenal 200. Bajnokok ligája gólja is az ő nevéhez köthető.
2012.január 22-én gólpasszal segítette Robin van Persiet az Emiratesben a Manchester United ellen. 2012. február 4-én megszerezte első és második gólját a Premier Leauge-ben, a Blackburn Rovers FC elleni 7-1-re megnyert hazai mérkőzésen. A 40. percben Robin van Persie indította Oxlade-Chamberlaint, majd Robinson mellett elhúzta a labdát, majd az ötös vonaláról az üres kapuba lőtt. Következő találata az 54. percben történt meg, Walcott passzából kapott labdát Oxlade-Chamberlain, aki egy csel után a jobb alsóba lőtte a labdát.

#### 2012–13-as szezon
Az 1. FC Köln elleni barátságos mérkőzésen augusztusban kisebb bokasérülést szenvedett. A felkészülési mérkőzést 4-0-ra nyerték meg. A Chelsea ellen 2-1-re elvesztett mérkőzésen gólpasszt adott Gervinho-nak, aki a jobb oldali beadását lőtte a kapuba. A Tottenham Hotspur ellen a 4-2-es állásnál a 91.percben gólpasszt adott Theo Walcott-nak. December végén a Newcastle United FC ellen az 51. percben lőtt a jobb alsó sarokba, amivel 2-1-es vezetést szerzett csapatának. A mérkőzést végül az ágyúsok nyerték meg 7-3-ra.

### Liverpool
2017. augusztus 31-én a Liverpool bejelentette, hogy szerződtette az Arsenaltól. Öt évre írt alá, új csapata 35 millió fontot fizetett érte. Első mérkőzését 2017. szeptember 9-én játszotta, csereként jött be a Manchester City ellen. Első gólját 2017. november 4-én szerezte. 2018. április 25-én súlyos térdsérülést szenvedett a Bajnokok Ligája elődöntőjében, ezért a szezon további részén játékra alkalmatlan volt. 2018. július 18-án a Liverpool tájékoztatta a szurkolókat, hogy Oxlade-Chamberlain a 2018-19-es szezon nagy részében nem fog pályára lépni. December 28-án Klopp úgy nyilatkozott, hogy a játékos felépülése a vártnál gyorsabban halad, és hamarosan visszatérhet a Premier League-be. Végül 2019 áprilisában lépett újra pályára, 366 nappal a sérülését követően. A Bajnokok Ligája döntőjében nem lépett pályára, a csapat azonban megnyerte a sorozatot. 2019. augusztus 22-én meghosszabbította szerződését, 2024-ig írt alá. 2019 decemberében megnyerte a Klubvilágbajnokságot.

### Beşiktaş
2023. augusztus 14-én szabadon leigazolta az isztambuli együttes, egy hároméves szerződéssel.

### A válogatottban
2010. november 16-án mutatkozott be az Angol U18-as válogatottban a Lengyel U18 ellen. A mérkőzésen 45. percet volt a pályán, majd a félidőben lecserélték, a mérkőzést 3-0-ra nyerték az angolok. 2011. február 8-án meghívott kapott a Német U19 ellen készülő Angol U19-es válogatottba, de pályára nem lépett. 2011. február 8-án bemutatkozott az Angol U21-es válogatottban is az Olasz U21 elleni barátságos mérkőzésre, ahol a 60. percben cserélték be Henri Lansbury helyére.
2011. szeptember 1-jén Azerbajdzsán U21 ellen remek teljesítményt nyújtott és 2 gólpasszt adott. Szeptember 5-én az Izrael U21 ellen 4 gólpasszt osztott ki, úgy, hogy a mérkőzésen a 46.percben lépett pályára és a végeredmény 4-1 lett az angol U21-es válogatott javára. 2011. október 6-án mesterhármast szerzett az Izland U21-es válogatottja ellen.

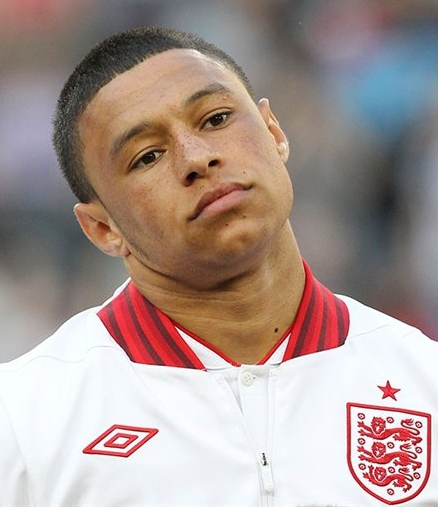
Chamberlain Anglia színeiben

2012. május 16-án bekerült a 2012-es labdarúgó-Európa-bajnokságra készülő Angol labdarúgó-válogatott 23 fős keretébe.Rajta kívül még John Ruddy az, aki még sosem szerepelt a válogatottban. 2012. május 26-án debütált az Angol labdarúgó-válogatottban a Norvég labdarúgó-válogatott elleni barátságos mérkőzésen. Első felnőtt válogatottbeli mérkőzése volt karrierje során, Roy Hodgson szövetségi kapitány irányítása alatt. A 72. percben lépett pályára Ashley Young helyére. Június 2-án a Belga labdarúgó-válogatott ellen kezdőként lépett pályára, ahol egészen a 66. percig maradt is, amikor is Theo Walcott váltotta. Június 11-én az ukrán-lengyel közös rendezésű Eb-n játszott csereként a Francia labdarúgó-válogatott, majd a svéd és az olasz nemzeti tizenegy ellen. 2012. október 12-én a 2014-es labdarúgó-világbajnokság-selejtezőjében a San Marinó-i labdarúgó-válogatott ellen megszerezte első felnőtt válogatott gólját a 77.percben. Második gólját a San Marinó-i labdarúgó-válogatott elleni visszavágón szerezte meg, a 28. perctől Rooneyval kényszerítőzött mielőtt 13 méterről a kapu közepébe lőtte a labdát.

## Magánélete
Édesapja angol-jamaicai származású Mark Chamberlain Stoke On Trent-ben született. Portsmouth egykori játékosa és angol válogatott labdarúgó.
Édesanyja Wendy Oxlade. Testvére Christian Oxlade-Chamberlain. Nagybátyja, Neville Chamberlain egykori labdarúgó.

## Statisztika

### Klub
| Klub             | Szezon           | Bajnokság | Bajnokság | Kupa    | Kupa  | Ligakupa | Ligakupa | Nemzetközi | Nemzetközi | Egyéb   | Egyéb | Összesen | Összesen |
| Klub             | Szezon           | Meccsek   | Gólok     | Meccsek | Gólok | Meccsek  | Gólok    | Meccsek    | Gólok      | Meccsek | Gólok | Meccsek  | Gólok    |
| ---------------- | ---------------- | --------- | --------- | ------- | ----- | -------- | -------- | ---------- | ---------- | ------- | ----- | -------- | -------- |
| Southampton      | 2009–10          | 2         | 0         | 0       | 0     | 0        | 0        | —          | —          | 0       | 0     | 2        | 0        |
| Southampton      | 2010–11          | 34        | 9         | 4       | 0     | 2        | 1        | —          | —          | 1       | 0     | 41       | 10       |
| Klub összesen    | Klub összesen    | 36        | 9         | 4       | 0     | 2        | 1        | —          | —          | 1       | 0     | 43       | 10       |
| Arsenal          | 2011–12          | 16        | 2         | 3       | 0     | 3        | 1        | 4          | 1          | —       | —     | 26       | 4        |
| Arsenal          | 2012–13          | 25        | 1         | 2       | 0     | 2        | 1        | 4          | 0          | —       | —     | 33       | 2        |
| Arsenal          | 2013–14          | 14        | 2         | 4       | 1     | 0        | 0        | 2          | 0          | —       | —     | 20       | 3        |
| Arsenal          | 2014–15          | 23        | 1         | 3       | 0     | 1        | 0        | 9          | 2          | 1       | 0     | 37       | 3        |
| Arsenal          | 2015–16          | 22        | 1         | 3       | 0     | 2        | 0        | 5          | 0          | 1       | 1     | 33       | 2        |
| Arsenal          | 2016–17          | 29        | 2         | 6       | 0     | 3        | 3        | 7          | 1          | —       | —     | 45       | 6        |
| Arsenal          | 2017–18          | 3         | 0         | —       | —     | —        | —        | —          | —          | 1       | 0     | 4        | 0        |
| Összesen         | Összesen         | 132       | 9         | 21      | 1     | 11       | 5        | 31         | 4          | 3       | 1     | 198      | 20       |
| Liverpool        | 2017–18          | 32        | 3         | 2       | 0     | 1        | 0        | 7          | 2          | —       | —     | 42       | 5        |
| Liverpool        | 2018–19          | 2         | 0         | 0       | 0     | 0        | 0        | 0          | 0          | —       | —     | 2        | 0        |
| Összesen         | Összesen         | 34        | 3         | 2       | 0     | 1        | 0        | 7          | 2          | —       | —     | 44       | 5        |
| Karrier összesen | Karrier összesen | 202       | 21        | 27      | 1     | 14       | 6        | 38         | 6          | 4       | 1     | 285      | 35       |

### Válogatott
(2018. március 27. szerint)
| Válogatott | Szezon   | Mérkőzés | Gól |
| ---------- | -------- | -------- | --- |
| Anglia     | 2012     | 9        | 1   |
| Anglia     | 2013     | 4        | 2   |
| Anglia     | 2014     | 7        | 1   |
| Anglia     | 2015     | 4        | 1   |
| Anglia     | 2017     | 6        | 1   |
| Anglia     | 2018     | 2        | 0   |
| Összesen   | Összesen | 32       | 6   |

### Válogatott góljai
| 1                             | 2011. október 6.  | Laugardalsvöllur, Reykjavík, Izland      | Izland  | 1–0 | 3–0 | 2013-as U21-es labdarúgó-Európa-bajnokság (selejtező) |
| 2                             | 2011. október 6.  | Laugardalsvöllur, Reykjavík, Izland      | Izland  | 2–0 | 3–0 | 2013-as U21-es labdarúgó-Európa-bajnokság (selejtező) |
| 3                             | 2011. október 6.  | Laugardalsvöllur, Reykjavík, Izland      | Izland  | 3–0 | 3–0 | 2013-as U21-es labdarúgó-Európa-bajnokság (selejtező) |
| 4                             | 2012. február 29. | Riverside Stadion, Middlesbrough, Anglia | Belgium | 4–0 | 4–0 | 2013-as U21-es labdarúgó-Európa-bajnokság (selejtező) |
| 2012. szeptember 10. szerint. |                   |                                          |         |     |     |                                                       |

| 1                         | 2012. október 12.  | Wembley Stadion, London, Anglia  | San Marino | 5–0 | 5–0 | 2014-es labdarúgó-világbajnokság-selejtező |
| 2                         | 2013. március 22.  | Olimpiai Stadion, San Marino     | San Marino | 2–0 | 8–0 | 2014-es labdarúgó-világbajnokság-selejtező |
| 3                         | 2013. június 2.    | Maracanã Stadion, Rio de Janeiro | Brazília   | 1–1 | 2–2 | Barátságos                                 |
| 4                         | 2014. november 18. | Celtic Park, Glasgow             | Skócia     | 1–1 | 3–1 | Barátságos                                 |
| 5                         | 2015. október 12.  | LFF Stadion, Vilnius             | Litvánia   | 3–0 | 3–0 | 2016-os EB selejtező                       |
| 6                         | 2016. június 10.   | Hampden Park, Glasgow            | Skócia     | 1–0 | 2–2 | 2018-as labdarúgó-világbajnokság-selejtező |
| 2017. július 10. szerint. |                    |                                  |            |     |     |                                            |

## Sikerei, díjai

### Klub
- Arsenal
  - Angol kupa: 2013-14, 2014-15, 2016-17
  - Angol szuperkupa: 2014, 2015, 2017
- Liverpool
  - Bajnokok Ligája: 2018-19
  - UEFA-szuperkupa: 2019
  - FIFA-klubvilágbajnokság: 2019

### Egyéni
- PFA Team of the Year: 2010–11[52]